# Breda 61
L'autochenille Breda 61 est un tracteur d'artillerie construit par la société italienne E. Breda SpA qui fut utilisé par le Regio Esercito durant la Seconde Guerre mondiale et dont 199 exemplaires ont été livrés à la Wehrmacht entre septembre 1943 et avril 1944.

## Histoire
Contrairement à leurs alliés allemands, le Regio Esercito italien n'avait pas porté une attention particulière aux véhicules semi-chenillés durant l'entre-deux-guerres alors qu'Alfa Romeo avait présenté, en 1940, un dérivé du Alfa Romeo 800 à chenillettes arrière. 
Cependant, intrigués par les caractéristiques du tracteur semi-chenillé allemand Sonderkraftfahrzeug 7 mis en service en 1938 dans la Wehrmacht mais dont l'étude avait débuté dix ans plus tôt, en 1928 chez Krauss-Maffei, les responsables logistiques italiens décident, en 1941, d'en acquérir un exemplaire et de la soumettre au "Centro Studi Motorizzazione" pour une évaluation. 
Les constructeurs italiens Fiat et Breda, persuadés que si le Regio Esercito avait pris la peine de tester le véhicule allemand, le prochain tracteur d'artillerie et véhicule de transport de troupes devrait être équipé de chenillettes, s'empressèrent d'acquérir la licence pour produire rapidement ce train de roulement chenillé qu'ils ne connaissaient pas, sans être obligés d'en faire l'étude et de risquer de perdre la commande du fait de délais de livraison trop longs.
Ce fut E. Breda SpA qui, le premier, proposa un prototype et obtint une commande pour 500 véhicules Breda 61, assez semblables à l'halftrack allemand. Quelques mois plus tard, Fiat présenta le Fiat 727, modèle de plus petite taille que le Breda avec un moteur Fiat de moindre cylindrée, donc moins puissant. Fiat obtint une commande de 100 exemplaires. Breda livra le premier lot commandé de 36 "Breda 61" qui équipèrent immédiatement le groupe d'artillerie de la 136e "Divisione Corazzata Legionaria Centauro" en avril 1943. À la suite de l'armistice du 8 septembre 1943, le reste de la livraison fut annulé. Fiat livra à la même époque son premier lot de 8 véhicules et le solde de la commande fut annulé.
C'est la Wehrmacht qui, pour avoir testé à son tour le modèle Breda, en commanda 300 exemplaires le 23 mars 1944 mais ne put en réceptionner que 199 en 1944 avant la libération de l'Italie par l'US Army.
Breda a également présenté un prototype variante du Breda 61 équipé en véhicule anti-char en installant, sur la partie arrière, un canon de 75/46 ou de 90/53, capable de faire feu tous azimuts avec une rotation totale de 360° sur l'axe.

Si la Wehrmacht passa commande d'une quantité très importante de modèles Breda, alors qu'en Allemagne, Krauss-Maffei produisait la version de base depuis plusieurs années, c'est que le modèle italien disposait d'un poste de conduite à droite, contrairement au modèle allemand, ce qui améliorait considérablement la vision du conducteur, mais surtout le moteur Breda était plus puissant, moins bruyant, consommait moins (quasiment la moitié selon les commentaires de guerre) et le véhicule était plus rapide et plus stable.

## Caractéristiques techniques
Le Breda 61 est un tracteur d'artillerie a été classé de type moyen, destiné à tracter des charges de 8 tonnes. Comme le Sd.Kfz.7, son châssis est construit pour reposer sur 2 roues avant directrices et sur une chenillette qui assure la motricité du véhicule et qui remplace un tandem à l'arrière. Le train de roulement est constitué de 7 roues partiellement superposées, 4 simples et 3 doubles, plus une roue motrice située devant (brevet Krauss-Maffei). 
Le Breda 61 est équipé d'un moteur essence Breda T14, un 6 cylindres en ligne de 7 412 cm3 qui alimente les roues entraineuses de la chenillette arrière ainsi que le treuil arrière de 3,5 tonnes. La cabine ouverte, disposait de sièges sur 3 rangées pour accueillir le conducteur, à droite, 1 chef de voiture et 10 soldats. Les dossiers sont équipés de râteliers pour fixer les armes durant le voyage. Un grand coffre à l'arrière permet d'entreposer les munitions de la pièce d'artillerie remorquée. 